# リズム天国
『リズム天国』（リズムてんごく）は、任天堂より2006年8月3日に発売されたゲームボーイアドバンス用音楽ゲーム。任天堂より発売された最後のゲームボーイアドバンス用ソフトとなった。
第10回（平成18年度）文化庁メディア芸術祭エンターテインメント部門優秀賞受賞。2007年9月20日にはセガ開発のアーケードゲーム版が稼働開始した。

## シリーズ作品
| 作品                        | ハード          | 発売日        | 国内売上               |
| --------------------------- | --------------- | ------------- | ---------------------- |
| リズム天国                  | GBA             | 2006年8月3日  | 約32万本（2007年12月） |
| リズム天国ゴールド          | DS              | 2008年7月31日 | 約197万本              |
| みんなのリズム天国          | Wii             | 2011年7月21日 | 70万9,762本            |
| リズム天国 ザ・ベスト+      | 3DS             | 2015年6月11日 | 70万31本（2016年4月）  |
| リズム天国 ミラクルスターズ | Nintendo Switch | 2026年予定    |                        |

## ゲーム内容
画面上で流れてくる指示マークに合わせてコントローラのボタンを押す音楽ゲーム（音ゲー）とは異なり、ゲーム中に流れる音楽のリズムに合わせてボタンを押すことを特徴とする。画面上では押すタイミングを示すためのお手本や事前兆候が表示される。リズムゲームは1〜2分程度のシンプルな内容で、GBA版では40種類のステージが収録されている。
各リズムゲーム終了後、「やりなおし」、「平凡（でも、平凡）」、「ハイレベル」いずれかの評価が現れ「平凡」以上を出せばクリア。次のリズムゲームが解放される。同時に成績により「ノリ感」数値が上下する。「ハイレベル」を出せばメダルが入手でき、これを集めることでエンドレスゲーム（ミニゲーム）、リズムおもちゃ、ドラムレッスンなどのおまけ要素が出現する。「ハイレベル」の基準は、リセットするごとに基準が変わる。「ノリ感」数値の最大値は140。小学館より発売された攻略本によると、この数値を出すには「すべてのステージを1/60秒のズレもなく1回目でクリアする」ことが必要となる。

### パーフェクトキャンペーン
「ハイレベル」を出したリズムゲームに対して不定期に出現する。出現中そのゲームを行うと、画面右上にハートマークが表示される。そのゲームでミスを犯すとハートマークが割れ、ゲーム自体は続行できるがパーフェクト失敗となる。ミスとはリズムを大きく外す、関係ないところで動作を行う、その他ゲームごとに定められた基準がある。
1度のミスもなくハートマークを維持したままクリアすると、そのゲーム固有のおまけ要素が1つ出現する。キャンペーンはいずれかのゲームを3回行った時点で消えてしまい、しばらく待つとまた別のリズムゲームにパーフェクトキャンペーンが出現する。48個すべてのゲームを「ハイレベル」でクリアすると必ずどれかのゲームがパーフェクトキャンペーンである状態となり、さらに全てのゲームのパーフェクトに成功した場合、新たなおまけが出現する。

## 登場ゲーム及びキャラクター
◎印が表記されたものは『みんなのリズム天国』にエクストラゲームズとして収録、★印が表記されたものは『リズム天国 ザ・ベスト+』に収録、☆印は『リズム天国 ザ・ベスト+』に収録しているが、エクストラとして収録されているものである。

### ステージ1
ステージ1-1「カラテ家」★
リズムにノリながらAボタンを押して物をパンチするゲーム。ノリメーターが3つ以上になると鉄球など左腕ではパンチ出来ない物もパンチできるようになる。ただし、タイミングがズレた場合はメーターが1つ減り、1つでも物にパンチがあたらないと、メーターは0になる。
ルール説明において、「（目押しに頼ると）タイミングがシビアだが、BGMのリズムに乗ることで自然にタイミングが合う」ことが強調されており、このゲーム全体のチュートリアル的な位置付けにある。その後のシリーズにも形を変えて登場している。
『リズム天国 ザ・ベスト+』では、「かえってきたカラテ家」として登場しているが、ノリメーターは廃止されている。
- 登場キャラクター「カラテ家」

感情が顔に出やすい性格であるため、武道大会で良い成績を残せずよく師匠に怒られるらしい。しかしラストの「8thリミックス」にて、成長した彼の姿が垣間見られる。「ザ・ベスト+」では、サッカーボールが追加されており、このサッカーボールはカラテ家がサッカー選手になりたいという理由で買ったものだが、父親に取り上げられ、サンドバッグ代わりになっている。
ステージ1-2「リズム脱毛」★
Aボタン、十字ボタンのいずれかで毛を抜くゲーム。巻き毛は長く押す必要がある。赤カブ（アーケード版では茶色）は毛が比較的多い。
『リズム天国 ザ・ベスト+』では、「かえってきたリズム脱毛」として登場している。
赤カブはジャガイモに差し替えられた。
- 登場キャラクター「ヘアーベジタボーズ」

とある農家の畑で収穫された、何故かヒゲがチョロチョロと生えてくる野菜たち。農家のおじさん泣かせだったが、最近はおじさんもヒゲを取る作業にヤミツキになっているそうである。「ザ・ベスト+」では、毛の生えた野菜は栄養がたっぷり入っていることが判明しており、中には皮ごとスープに入れる人もいるらしい。
ステージ1-3「マーチャ」★
隊長に言われた指示を他のメンバーと同時にこなしていくゲーム。指示は以下の通り。
- 全体、進め!（Aボタン数回）
- 全体、止まれ!!（Bボタン）
- 右向け、右!（十字ボタン右）
- 左向け、左!（十字ボタン左）

一部フェイントがかかる部分がある。
- 登場キャラクター「隊長と隊員たち」

マーチャと呼ばれる特殊部隊に所属する人達。隊員達はまだまだ素人で、しょっちゅう隊長に叱咤されている。なおスタッフロールで隊員達のヘルメットを取った姿が見られる。「ザ・ベスト+」では、隊員達は実は女の子であり、ヘルメットも女子専用のものしかないことが判明する。
ステージ1-4「エアーバッター」★
穴から飛び出してくるボールをAボタンで打つゲーム。時折表示がズームされることもあり、見えなくなるとエアーバッターがかぶりものバッターに変身する。
- 登場キャラクター「エアーバッター」、「かぶりものバッター」、「スペースアンパイア（宇宙人）」

リズムとバッティングに青春を捧げるエアーバッター。おにぎりが大好き。気さくな性格で彼女もいるらしい。かぶりものの意図は不明。スペースアンパイアは文字通り審判員。だが個人プレーの審判しか扱わない。「ザ・ベスト+」では、エアーバッターの好物のおにぎりは明太子が入っており、お弁当に食べようと思ったものの、誤ってボールの中に紛れてしまい、終盤で間違えてかっ飛ばしてしまったことが判明する。
ステージ1-5「パチパチ三人衆」◎★
等間隔で手を叩くゲーム。タイトルの通り三人衆構成で、プレイヤーが叩く担当は3番目（3人目）。1番目、2番目に続いてリズムよくAボタンで手を叩くが、三人が身構えた後に短い間隔で手を叩くこともある。
『リズム天国 ザ・ベスト+』では、「かえってきたパチパチ3人衆」として登場している。
- 登場キャラクター「パチパチ3人衆」

真っ赤なアフロのカツラをかぶった3匹のライオン。「ザ・ベスト+」では、このアフロは今は遠くに引っ越してしまったファンの女の子からの貰い物であることが判明する。ちなみに衣装は、3人のお金を集めて買ったものである。ちゃんとした芸名が他にあるのだが、滅多に呼んでもらえない。ステージによっては3人衆が4人衆になる事もある。
ステージ1リミックス「1stリミックス」
最初のリミックス。リミックス系は判定が他のゲームより多少甘めだが、ステージ全てのゲームが混ざっており各パートでキャラクターが細かく切り替わる。4ビートのテクノ調のBGMになっている。
- 登場キャラクター「ステージ1の登場キャラ全て」

### ステージ2
ステージ2-1「しろいおばけ」◎★
塀の間を移動するお化けを矢（Aボタン）で射抜くゲーム。テンポが急に変わったりお化けが塀の下に隠れ雨の音が強くなってBGMが聞こえなくなったり、
『リズム天国 ザ・ベスト+』では、「かえってきたしろいおばけ」として登場している。
- 登場キャラクター「しろいおばけ」

すぐ人をバカにするいたずらっこ。でも精神年齢はとても低い。
ステージ2-2「ゐあひぎり」
塀の上を跳ねる妖怪たちを刀（Aボタン）で斬るゲーム。中盤から霧が出て敵が見づらくなったり、敵のスピードが変化したりする。
- 登場キャラクター「虎伝 立國（こでん りっこく）」、｢妖怪｣

とても素早い居合で伝説に残る剣豪・虎伝立國。だが正式に文献が残っていない為、これが本名であるかは不明である。
ステージ2-3「こっそりラット」★
真ん中の白ねずみとなって、ネコに見つからないように隠れながらチーズのところまで進むゲーム。ネコの出現に合わせてAボタンを押し続けると止まり、離すとダッシュで進む（どちらもタイミングを誤ると前後のねずみにぶつかってしまう）。練習では先輩ねずみが持っている信号による合図でボタンを押したり離したりするタイミングを教えてくれるが、本番では合図がないのでネコの動きを見てタイミングを計る必要がある。
- 登場キャラクター「ねずみ」、「ネコ」

家族のために、ネコのいる超デンジャラスゾーンにも果敢に飛び込むネズミたち。リーダーのネズミは、プレイヤーが恋をしているか気になっている（2ndリミックスにて）。
ステージ2-4「バイキンはかせ」★
プレパラート内に進入し、反時計回りに移動するバイキンを十字ボタンで1匹ずつ潰していくゲーム。同時押しも可で、バイキンが一周しヘッドホンを付けたキャラクターまで到達しない限りはスルーしても良い。しかし、バイキンは瞬間移動して狙うチャンスが少なくなることもある。おまけゲームにてエンドレスモードで遊ぶ事が出来る。エンドレスモードでは数回フォークを当てないと潰れない赤や黒のバイキンが登場し。画面右上に得点が表示され、長くプレイすると曲のテンポが速くなったり、バイキンの数が増えたりと難しくなっていく。
- 登場キャラクター「バイキンはかせ」、「バイキン」

バイキン退治の分野において第一線で活躍するバイキンはかせ。副作用が怖いので退治においては薬を使わず、専ら小さなマシーンをリモートコントロールして一匹一匹プチプチ潰すという面倒な手法をとる。同時押しに成功すると得意気に目を光らせる。さらに連続でバイキンを潰すと、小さくガッツポーズをする。
ステージ2-5「ザ・ぼんおどり」
下側に表示される盆踊りの歌詞（歌唱中の部分は色が塗られていく）に合わせてAボタン（黄色文字の「ぱん」「ぱ」で押す）で踊るゲーム。基本的にはキャラクターの手拍子に合わせてボタンを叩くことになるが、終盤に「メイドインジャパン」というトラップがある。なお、ボーカルは時東ぁみで、プレイヤーが動かすキャラクター（右端）は彼女のトレードマークのメガネを着用している。
- 登場キャラクター「ドンパンズ」、「やぐらちゃん」

ドンパンズは各地の町おこしや村おこしに引っ張りだこの職業「盆踊り屋」。やぐらちゃんはお祭り会場でいつもやぐらの上に乗っている女の子。ドンパンズがミスをするとガッカリした顔をする。
ステージ2リミックス「2ndリミックス」
内容は1st同様にステージ全てのゲームが混ざっている。BGMのジャンルはラテン系音楽。
- 登場キャラクター「ステージ2の登場キャラ全て」

### ステージ3
ステージ3-1「まほうつかい」
ワルツの3拍子に合わせてAボタンで花を咲かせるゲーム。
- 登場キャラクター「魔法使い」、「お嬢ちゃん」

寂しがり屋のお嬢ちゃんを喜ばせる為に、ワルツの魔法で花を咲かせる魔法使い。たまに失敗して化け物を呼び出してしまい、お嬢ちゃんを泣かせてしまう事もある。
ステージ3-2「ショータイム」
Aボタンを押してペンギンにボールをキャッチさせるゲーム。3種類の速度でやってくるペンギンに反応しなければならない。
- 登場キャラクター「さる」、「ペンギン」

今でこそ仲良しの彼らだが、そこに至るまでにはお互い様々な葛藤があった。
ステージ3-3「ウサギとび」★
因幡の白兎になぞらえ、Aボタンでウサギをジャンプさせるゲーム。途中で数拍のブレイクポイントがある。
- 登場キャラクター「ウサギ」

出身地は月。4年に一度の「ムーンピック」における高跳びで、勢いあまって月の重力を振り払って宇宙空間に飛び出し、地球へと落下してしまった。
ステージ3-4「トランとポリン」
子狐のトラン（十字ボタン）とポリン（Aボタン）がトランポリンを飛び、頂上に達した所で変身させるゲーム。
- 登場キャラクター「トラン」、「ポリン」

2匹の子狐。得意の変身でサーカスに売り込んだが、2人ともリズム音痴なので特訓に励む日々を送っている。
ステージ3-5「スペースダンス」★
十字ボタンの右、下とAボタンを使って踊るゲーム。プレイヤーは右端。
- 登場キャラクター「スペースダンサーズ」、「スペースおじさん」

四角いロボットのようなダンサー達。振りつけを間違えると隣の仲間からアタックされてしまう。黄色いスペースおじさんは、実はリミックス最後に登場する「なぞのリズム組織」の重役である。「ザ・ベスト+」では、左に立つ人は鼻の下にひげを生やさないといけないが、ひげが生えてこない人は、つけひげを使っていることが判明する。
ステージ3リミックス「3rdリミックス」
時東ぁみの歌「恋のハニ～スイ～トエンジェル」をBGMにステージ内全てのゲームに挑戦する。背景にやたらハートが浮かんでいる。
- 登場キャラクター「ステージ3の登場キャラ全て」

なお『恋のハニースイ～トエンジェル』は、時東ぁみの3rdシングル『愛ヤイ 愛ヤイ!』のカップリング曲として収録されている。

### ステージ4
ステージ4-1「クイズ」☆
司会者の叩いたボタンの回数を当てるゲーム。司会者はリズミカルにボタンを叩くが、プレイヤー側が叩く場合はリズムを合わせなくてもいい。問題は練習と本番3問ずつの計6問。間違えると強制終了される。100回以上ボタンを押すとセットが壊れてしまう。
- 登場キャラクター「Q魔王」、「回答者」

Q魔王…人の悩みをエネルギーにして成長する魔王。クイズ番組の司会者を装って、回答者の悩むエネルギーを吸い取っている。おまけゲームの「クイズスペシャル」にて、その正体の一端が見え隠れする。
回答者…ごく普通の一般人。が、プレイヤーによってはとてもハタ迷惑な行為をする人物と化す。
ステージ4-2「ナイトウォーク」☆
プレイやんをジャンプ（Aボタン）させ夜空へといざなうゲーム。ジャンプが成功するにつれ画面が星でいっぱいになっていく。段差でジャンプできずに落ちると強制終了。音をはずす（NG）またはジャンプせずにパス（音符マーク）したステップの合計が40を超えるとゴールできない。パーフェクトキャンペーンではパスをしてもパーフェクト失敗とはならない。
- 登場キャラクター「プレイやん」

プレイやん…音楽が大好き。プライベートでは、夜空を見ながら音楽を聴いたり、散歩したりしているらしい。任天堂から発売されたGBASPの周辺機器「プレイやん」のマスコットキャラクターである。詳細はプレイやんを参照の事。
ステージ4-3「リズムお習字」◎★
リズムに合わせて習字の止めや跳ね（Aボタン）をするゲーム。出てくる文字は「レ」、「、」、「力」、「己」、「寸」、「心」の6種類。最後に「つるニハ○○ムし」の似顔絵で締める。
- 登場キャラクター「ミニ町人」

踊りながらお習字を見物しにやってくる。お習字をミスするとズッコける。権力者の似顔絵には頭が上がらない。
ステージ4-4「ポリリズム」
ライン上を転がる赤いモノを音楽に合わせて運ぶゲーム。十字ボタンは奥側、Aボタンは手前側になる。
- 登場キャラクター「赤いモノ」

謎の工業製品。爆発物。製造工程（奥と手前のリズムが異なる）ではリズミカルに作業をこなすことが要求される。
ステージ4-5「ラップメン」
ラップの歌詞に合わせて合いの手を入れるゲーム。プレイヤーは右。
- 登場キャラクター「ラップメン」

クール&ホットなラッパーコンビ。合いの手は熱すぎて周囲に火花が散るほど。「とあるラジオ番組」にて、ラップウィメンが自分達とかぶっている事や、楽屋のおやつを勝手に食べてしまう事に愚痴をこぼしている。歌詞（ラップ）の内容は、PM3:00のおやつについて。
ステージ4リミックス「4thリミックス」
ステージ内全てのゲームに挑戦する。BGMは明るく楽しいイメージ。
- 登場キャラクター「ステージ4の登場キャラ全て」

### ステージ5
ステージ5-1「ホッピングロード」☆
どこからともなく跳んで来る玉（とてもイイやつらしい）を落ちないようにはじくゲーム。右がAボタン、左が十字ボタン。
- 登場キャラクター「裏方 赤」、「裏方 黄」

イイ玉を待ち構え、リズムにノッてはじく2人組。若干、仕事をナメてかかっている節もある。「ザ・ベスト+」では、ホッピングロードが大人や子供に大人気のおもちゃとなっており、今ではホッピングロードを並べた世界大会まであることが判明する。
ステージ5-2「忍者」★
白い忍者が放つ矢からトノを守るゲーム。Aボタンと十字ボタン（アーケード版では左ボタンと右ボタン）で、刀を前後に振る。
- 登場キャラクター「忍者」、「トノ」

忍者…狙われているにもかかわらず夜中に城中を歩き回る殿にヒヤヒヤしている。
トノ…恋をしているせいで夜も眠れないらしい。扇子にはハートマークが描かれている。「ザ・ベスト＋」では、トノがいつも持っているマキモノには、ウワサによるとかなりすごいものらしく、サイコーの身分とお金を手に入れるちょっとしたコツが書かれているということが判明する。
ステージ5-3「トスボーイズ」
バレーボールをトスして仲間へ送るゲーム。Aボタンが赤、Bボタンが青、十字ボタンが黄色。トスする相手をそれぞれ「あかちゃん」「あおくん」「きーやん」と呼ぶ。時折3人それぞれの必殺技を出すので素早く反応しなければならない。1番～4番まで、最後は必ず黄色がキャッチする。BGMは3連符が主体のテクノポップ風。
- 登場キャラクター「トスボーイズ」

あかちゃん、あおくん、きーやんの3人で構成されるトスの選抜チーム。それぞれが必殺技をもっている。世界大会を目指している模様。
ステージ5-4「花火」
掛け声に合わせて花火をあげるゲーム。
- 登場キャラクターなし

ステージ5-5「タップダンズ」◎★
サルの声に合わせてAボタンで踊るゲーム。「タップダンス」は誤り(スーパータップダンズも同様)。なお「女の子」は各ステージのダンスパートにて様々な衣装を着て登場する。
- 登場キャラクター「女の子」(「リズム天国」シリーズでは主に「女の子」表記であるが、ニンテンドー3DSの配信ソフト「バッジとれ～るセンター」では、「ユカ」と表記されており、名前があることが判明する)

「ザ・ベスト+」では、女の子(ユカ)曰く「好きな男の子の前で赤い靴を履いて、踊ってアピールをする」らしく、彼女には好きな人がいると考えられる。
ステージ5リミックス「5thリミックス」
久礼聡史（ゲーム中では田中総史名義）の歌「WISH～君を待てなくて～」のBGMにのせてステージ内全てのゲームに挑戦する。背景イメージは「子孫たち」のラブストーリーである模様。
- 登場キャラクター「ステージ5の登場キャラ全て」（いずれもヤンキー風の容姿になっており、「花火」の掛け声が英語、「忍者」ステージは7-3に先行して「子孫たち」が登場）、「ソーシくん」

### リバイバル
ステージ6-1「バリバリ三人衆」★
ステージ1-5のウエスタンアレンジ。ラフだったパチパチ3人衆がバリっとスーツを着ている。一度だけとても早く手を叩く所がある。
- 登場キャラクター「バリバリ3人衆」

ステージ6-2「ボンダンス」
ステージ2-5のディスコ風アレンジ。手拍子のタイミングが「ザ・ぼんおどり」と若干異なる。女の子達の浴衣の丈がかなり短くなっており、スカート風になっている。背景がとてもPOPな雰囲気。
- 登場キャラクター「ボンダンス娘」、「やぐらちゃん」

ぼんおどり屋のドンパンズに目をつけていた某プロデューサーが、彼女達をメジャーデビューさせた。
ステージ6-3「コスモダンス」★
ステージ3-5のジャズアレンジ。サビ直前においてブレイクタイムがある（長短はランダムに決まる）。
- 登場キャラクター「コスモダンサーズ」、「スペースおねえさん」

スペースダンサーズの少し後にデビューした宇宙で大人気のダンサー達。彼らのライバルとしてスペースダンサーズが度々取り上げられるが、コスモダンサーズのキレに比べると遠く及ばない、と専門家の意見。「ザ・ベスト+」では、左に立つ女の子は必ず「コスモぼうし」を被る決まりがあることが判明する。
ステージ6-4「ラップウィメン」
ステージ4-5の女性ボーカルアレンジ。ちなみに歌詞は「ラップメン」と内容がつながっている。
- 登場キャラクター「ラップウィメン」

一部ではラップメンのパクリではないかと批判されているが、それでも人気はうなぎのぼり。また、楽屋に置いてあるラップメンのおやつを勝手に食べてしまう上、「べつばら　サイコー!!」などと置き手紙までしていくという、少々小悪魔キャラ達のようである。歌詞（ラップ）の内容はAM10:00の彼のおやつについて。
ステージ6-5「スーパータップダンズ」★
ステージ5-5のハイスピードアレンジ。「ザ・ベスト+」では「スーパータップ」という名前になっている。
- 登場キャラクター「女の子」、「SALU」

女の子は赤いドレスと動物襟巻きを身に着けて登場する。「ザ・ベスト+」でこのドレスは母親からもらったもので、母親が夫にプロポーズするために買ったことが判明する(母親曰く、夫がプロポーズで認めてくれるまでに8年かかったとのこと)。SALUはタップのインストラクターとラジオ番組のDJをこなすマルチなおサル。
ステージ6リミックス「6thリミックス」
ステージ1～5の全てのゲームに挑戦する。全ステージ中最も長い。曲はステージ1～5各曲の、少し速いテンポでのメドレー。ここをクリアするとスタッフロールが流れる。
- プレイ順

「スペースダンス」→「ホッピングロード」→「こっそりラット」→「パチパチ三人衆」→「クイズ」→「ポリリズム」→「忍者」→「リズムお習字」→「タップダンズ」→「バイキンはかせ」→「トスボーイズ」→「まほうつかい」→「ナイトウォーク」→「カラテ家」→「ウサギとび」→「ラップメン」→「ショータイム」→「しろいおばけ」→「ザ・ぼんおどり」→「花火」→「トランとポリン」→「エアーバッター」→「ゐあいぎり」→「リズム脱毛」→「マーチャ」→「スペースダンス」

### テクニシャン
ここから先はステージを飛ばせない。
ステージ7-1「カラテ家2」
ステージ1-1とほぼ同じだが、テンポが途中で切り替わる。
- 登場キャラクター「カラテ家」

ステージ7-2「リズム脱毛2」
ステージ1-2とほぼ同じだが、難易度が上がっている。新たにジャガイモが登場する。
- 登場キャラクター「ヘアーベジタボーズ」

ステージ7-3「忍者の子孫」
ステージ5-2とほぼ同じだが、難易度が上がっている。16分音符の2連続切りや5連続切りが難関。
- 登場キャラクター「忍者の子孫」、「殿の子孫（彼女）」、「わるもの」

忍者の子孫の苗字は「田中」。わるものはパチンコを常備する恐ろしいヤツら。
ステージ7-4「ナイトウォーク2」
ステージ4-2とほぼ同じだが、ビリビリウオが登場する。当たると落下となり強制終了。
- 登場キャラクター「プレイやん」、「ビリビリウオ」

ステージ7-5「マーチャ2」
ステージ1-3とほぼ同じだが、足踏みしながら右を向くなど、難易度が上がっている。
- 登場キャラクター「隊長」、｢うさみみまき先生」

隊長がウサギのコスチュームを着ているのは深い訳があるらしいが、その理由は不明。
ステージ7リミックス「7thリミックス」
ステージ1、2、4のリミックスのBGMがメドレーになっている。なお冒頭の「マーチャ」の隊長の掛け声は、直前の「マーチャ2」での訓練を意識したものとなっており、「パチパチ三人衆」では画面が一瞬モノクロになる演出が見られる。また、「タップダンズ」の女の子がサルではなくブタと踊っている（後ろの窓からサルが覗いている）パートがある。
- 登場ゲーム「マーチャ（宇宙うさぎ（メイドインワリオシリーズからのゲスト出演）を操作するパートがある）」、「カラテ家」、「スペースダンス（コスモダンス）」、「トランとポリン」、「リズム脱毛」、「ゐあいぎり」、「リズムお習字」、「パチパチ三人衆」、「タップダンズ（中華風のデザインでの登場の他、前述のようにブタと踊るパートがある）」、「しろいおばけ」、「ナイトウォーク」、「ショータイム」、「エアーバッター」、「バイキンはかせ」、「ウサギとび」

### ラストテクニシャン
ステージ8-1「ホッピングロード2」
ステージ5-1とほぼ同じだが、遅いボールも登場するため難易度が上がっている。
- 登場キャラクター「裏方 赤」、｢裏方 黄」

ステージ8-2「トスボーイズ2」
ステージ5-3とほぼ同じだが、難易度が上がっている。何故か高い柱の上が舞台となっている。
- 登場キャラクター「トスボーイズ」

3人とも、ステージ5-3の時と髪型や服装が変わっている。
ステージ8-3「ポリリズム2」
ステージ4-4とほぼ同じだが、かなりテンポが速めで難易度が上がっている。後半の、左右の手を独立させてリズムを刻む部分が高難度。
- 登場キャラクター「赤いモノ」

ステージ8-4「エアーバッター2」
ステージ1-4とほぼ同じだが、最初からズームアウト状態になっている。またテンポが途中から速くなり、ラストではBGMが完全に聞こえなくなる。
- 登場キャラクター「かぶりものバッター」

ステージ8-5「しろいおばけ2」
ステージ2-1とほぼ同じだが、難易度が上がっている。舞台は夕暮れ時。一度ミスると平凡になる
- 登場キャラクター「しろいおばけ」

ステージ8リミックス「8thリミックス」
いままでのBGMとは違い、テンポはあまり速くない。「カラテ家」は途中から本気モードになり、ノリメータに関係なく岩をパンチするようになり、「リズム脱毛」は毛が隠される事がある。ステージのそこかしこで登場キャラ達がプレイヤーを応援してくれる。
- 登場ゲーム「マーチャ」、「カラテ家」、「タップダンズ」、「ゐあいぎり」、「パチパチ三人衆（バリバリ三人衆）」、「リズム脱毛」、「スペースダンス」、「ショータイム」、「こっそりラット」

## 開発
本作はつんく♂がプロデューサーを務め、メイド イン ワリオシリーズを手掛ける任天堂の坂本賀勇が共同プロデューサーとしてかかわっている。つんく♂はそれまでも音楽ゲームをプレイした経験があり、任天堂の音楽ゲーム『ドンキーコンガ』の発売前には自身がプロデュースする松浦亜弥の収録楽曲のモニタリングも行ったが、その際に、指示マークが自身の思うタイミングで表示されず「ここのアクセントで叩きたいのに」と感じることがあった。このことを機に「もっとリズムのノウハウを教えるような教材的な音楽ゲームがあってもいいのでは」と考え、自ら企画書を書き任天堂に提出した。つんく♂は、自身が考える「リズム論」を理解しリズム感を養ってもらうためとして任天堂の開発スタッフを集めてダンスレッスンを行い、ゲーム内容のクオリティ向上につなげた。
つんく♂が本作にかかわっているという情報は、ソフトの発売まで伏せられていた。坂本賀勇は、単なる監修ソフトと誤解されないように、あえて、つんく♂の名前を前面に出さなかったと語っている。一方、作品内では、つんく♂の仮の姿のキャラクターとして「ドラム侍」を登場させている。

## アーケード版
2007年9月20日より稼働開始。発売元はセガ。セガ開発部からの打診により制作され『F-ZERO AX』以来のアーケードゲームにおける両社のコラボレーションとなった。
オリジナル版になかった2人同時プレイが可能になり、ゲーム終了後には2人の相性が判定される。また、1人プレイにも、ステージ1のテンポがアップ（高速化）した『エクストラステージ』が追加、パーフェクトが評価として追加され、ゲームによって使用するボタンが光るという工夫がされている。
各ステージのうちどれかを選択し、プレイしたリズムゲームの評価が最低でも平凡であればクリアとして扱われる（平凡の場合は再チャレンジ可能）。リズムゲームをプレイするたびに残りゲーム回数が1つ減るが、プレイ後の評価がハイレベル以上の場合は残りゲーム回数が1回だけ増える。残りゲーム回数が0になり、コンティニューしなかった場合はゲームオーバーになり、その時点でのノリカンが表示される。また選択したステージのリズムゲームをすべてクリアするとリミックスステージに突入し、クリア後ネームエントリー画面になる。

## 関連商品
リズム天国全曲集
本作と、続編『リズム天国ゴールド』のサウンドトラック。2008年10月15日発売。発売元TNX、販売元ポニーキャニオン。CD3枚組。
リズム天国ゴールド 国内版海外版 全ボーカル集
みんなのリズム天国全曲集
Wiiソフト「みんなのリズム天国」オリジナルサウンドトラック。CD4枚組。
みんなのリズム天国 全ボーカル集

## 他作品での客演
- メイド イン ワリオシリーズ - 本シリーズのキャラクターが登場することがある。
- 大乱闘スマッシュブラザーズシリーズ - 『大乱闘スマッシュブラザーズ for Nintendo 3DS / Wii U』以降、本シリーズのBGMやキャラクターが登場する。
- 花王「ハミング消臭実感」 - 2023年のWebCMとして、『リズム天国ゴールド』収録楽曲を基にした『ドキッ!こういうのが恋なの? 〜ハミングコラボバージョン〜』が公開。草彅剛、ヨネダ2000が歌唱と共に『リズム天国』シリーズ風の画面に出演[10]。